# Dasyobia mitrofanovi
Dasyobia mitrofanovi är en spindeldjursart som beskrevs av Strunkova 1971. Dasyobia mitrofanovi ingår i släktet Dasyobia och familjen Tetranychidae. Inga underarter finns listade i Catalogue of Life.